# Dolichopoda calidnae
Dolichopoda calidnae is een rechtvleugelig insect uit de familie grottensprinkhanen (Rhaphidophoridae). De wetenschappelijke naam van deze soort is voor het eerst geldig gepubliceerd in 2012 door Rampini & di Russo.
1. ↑  (en) Dolichopoda calidnae op de IUCN Red List of Threatened Species.